# Reino de Butua

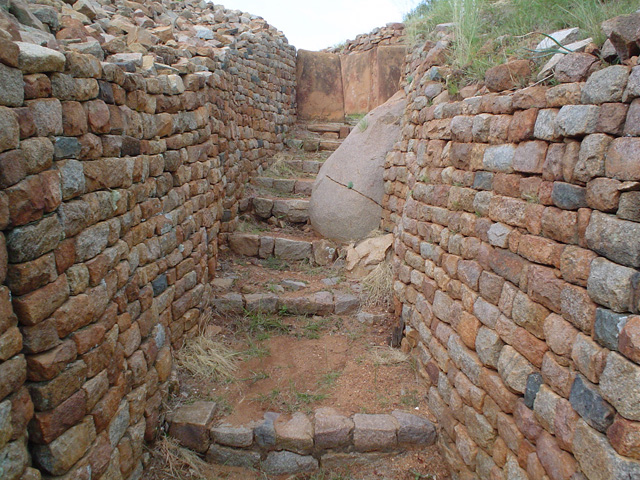
Ruinas de Khami, capital del Reino de Butua.

El Reino de Butua (también Butwa) fue un antiguo reino al sureste del moderno Zimbabue, siendo su capital la ciudad de Khami. Era el principal lugar de comercio de oro para los mercaderes árabes y después portugueses. Es citado por primera vez por los portugueses en 1512. 
El país fue gobernado por los togwa o torwa hasta que hacia el 1600 se establecieron en la región los pastores rozwi, quienes pasaron a detentar el poder. En 1683 el rey rozwi Changamir Domgo entró en guerra contra los  que tenían la hegemonía regional siendo conquistado por el Imperio rozvi. 
Los cimientos de las Ruinas de Khami muestran un parecido con el patrón de la mampostería en la base de las Ruinas de Zimbabue. Por lo tanto, se cree que los Kalanga construyeron Khami, Lusvingo, Mapungugwe y otras ruinas esparcidas por el oeste de Zimbabue y el este de Botsuana.